# Cao Văn Lý
Cao Văn Lý là một nhạc sĩ người Việt Nam, cũng là giảng viên, phó Khoa Âm nhạc dân tộc Nhạc viện TP HCM. Ông là tác giả của nhiều ca khúc mang âm hưởng dân ca Nam Bộ. Nhiều bài vọng cổ, tuồng cải lương sáng tác sau này sử dụng hầu hết là các bài lý do nhạc sĩ Cao Văn Lý sáng tác.

## Tiểu sử và sự nghiệp
Nhạc sĩ Cao Văn Lý tên thật là Phạm Lý, ông sinh ra và lớn lên ở miệt sông nước Hồng Ngự, tỉnh Đồng Tháp.
Năm 1948, ông tham gia Đoàn Văn công Chim Việt, sau này là Đoàn Văn công Ngũ Yến của tỉnh Long Châu Sa.
Đến năm 1954, khi Hiệp định Genève được ký kết, ông cùng với gia đình tập kết ra miền Bắc học tập. Chỉ trong vòng một năm sau đó, ông được chọn sang Liên Xô học lý luận âm nhạc, chỉ huy dàn nhạc tại Viện Âm nhạc quốc gia Trai-cốp-xki.
Sau khi đất nước thống nhất, ông trở về miền Nam và công tác tại phòng văn nghệ của Đài Tiếng nói Việt Nam II.
Năm 1982, Nhạc viện Thành phố Hồ Chí Minh được thành lập thay cho Trường Quốc gia Âm nhạc và Kịch nghệ, ông được mời về làm giảng viên rồi về giảng dạy và hoạt động âm nhạc cho đến nay. Tại đây, ông đã đào tạo biết bao thế hệ sinh viên, rất nhiều người trong số đó đã thành danh, có tên tuổi trong giới âm nhạc như nhạc sĩ Lê Văn Lộc, Đinh Trung Cẩn, Đức Trí,...
Những bài vọng cổ, tuồng cải lương sáng tác sau này sử dụng hầu hết là các bài lý do nhạc sĩ Cao Văn Lý sáng tác. Nhưng rất ít người biết đó là sáng tác của ông, không chỉ dân không chuyên mà cả một số tác giả chuyên nghiệp cũng không biết. Những bài lý trong dân gian được truyền khẩu thường chân phương, mộc mạc, đậm tính dân dã, còn các bài lý do ông Lý sáng tác có tính học thuật rất cao, tính cấu trúc và tính sáng tác rất rõ!
Lý qua cầu là một trong những bài lý đầu tiên ông sáng tác. Trước ngày tập kết ra Bắc, ông bị bệnh và có cô gái ngày ngày âm thầm chăm sóc, khi đem trái chuối luộc, lúc ly nước mía, lúc là gói xôi. Ông bảo lúc đó còn nhỏ nên không nghĩ đến chuyện yêu đương.
Sau năm 1975, ông quay lại tỉnh nhà, cũng đã hơn 20 năm, tình cờ gặp lại người quen cho biết cô gái ấy vẫn chờ đợi, trông tin. Quá bất ngờ và xúc động, ông đã "lén" đi tìm cô gái (vì lúc này ông đã có gia đình), chỉ mong muốn được gặp để cảm ơn tấm chân tình. Nhưng tìm mãi không được.
Một lần, bất chợt thấy dáng một phụ nữ bước qua cầu như dáng người xưa..., ông buồn bã ghi lại tâm sự trong nhật ký rồi cảm tác viết một bài ngắn Khi bóng em qua cầu. Lời ca đầy nỗi nhớ thương: Dòng kinh in bóng em qua cầu. Dịu dàng trong dáng ai ngày xưa ấy nay về đâu. Dẫu rằng cây da năm xưa trốc gốc trôi rồi...
Không ngờ khi bài hát được phát trên đài phát thanh, ba tháng sau ông nghe người dân miền Tây hát rân bài này. Họ còn đặt lời mới cho bài hát và gọi ngắn gọn là Lý qua cầu.

## Các tác phẩm
Trong sự nghiệp sáng tác của mình, số lượng các bài lý mà ông sáng tác lên đến hơn 20 bài, trong đó rất nhiều bài hết sức quen thuộc, nhưng được nhiều người sử dụng với tên gọi mới, đặt lời mới. Nổi bật phải kể đến ca khúc Trách ai vô tình được cố nhạc sĩ Nhật Ngân viết lời mới từ điệu Lý Mỹ Hưng.
- Chung một vầng trăng (Lý trăng soi)
- Đẹp sao khi mắt em cười (Lý đêm trăng)
- Lý bông trang
- Lý tư phùng (Lý tương phùng)
- Em vẫn cùng anh (Lý chim xanh)
- Lý Mỹ Hưng (Trách ai vô tình, lời Nhật Ngân)
- Khi bóng em qua cầu (Lý qua cầu)